# Rutardo di Strasburgo
Rutardo, in tedesco Ruthard o Ruodhard, (... – 15 aprile 950) fu vescovo di Strasburgo dal 933 alla morte.

## Biografia
Probabilmente ricevette la sua formazione in Svevia. Non si sa nulla della sua elezione a vescovo nel 933.
Nel 939 fu coinvolto nella rivolta del fratello del re, Enrico, e dei duchi Eberardo di Franconia e Giselberto di Lotaringia contro Ottone I. Sebbene inizialmente fosse parte dei fedeli del re, lasciò la corte durante l'assedio di Breisach e si recò a Metz con l'arcivescovo Federico di Magonza per incontrare Enrico e Giselberto di Lotaringia.
Dopo la sconfitta dei ribelli ad Andernach nel 939, Ottone I rimosse Rutardo dal suo incarico e lo esiliò nel monastero di Corvey. Ma già nel 940 fu graziato e confermato vescovo di Strasburgo. Non ci sono in gran parte fonti significative sul suo operato nella diocesi.